# Aristide Briand
Aristide Briand (28. března 1862, Nantes – 7. března 1932, Paříž) byl francouzský socialistický politik, který byl šestkrát premiérem Francie. V roce 1916 jednal v Paříži s T. G. Masarykem o zřízení československých legií a založení samostatného státu. V roce 1925 se podílel na vypracování Locarnských dohod. V roce 1926 obdržel Nobelovu cenu míru spolu s Gustavem Stresemannem.
V mládí psal do anarchistických novin Le Peuple.

## Fotogalerie

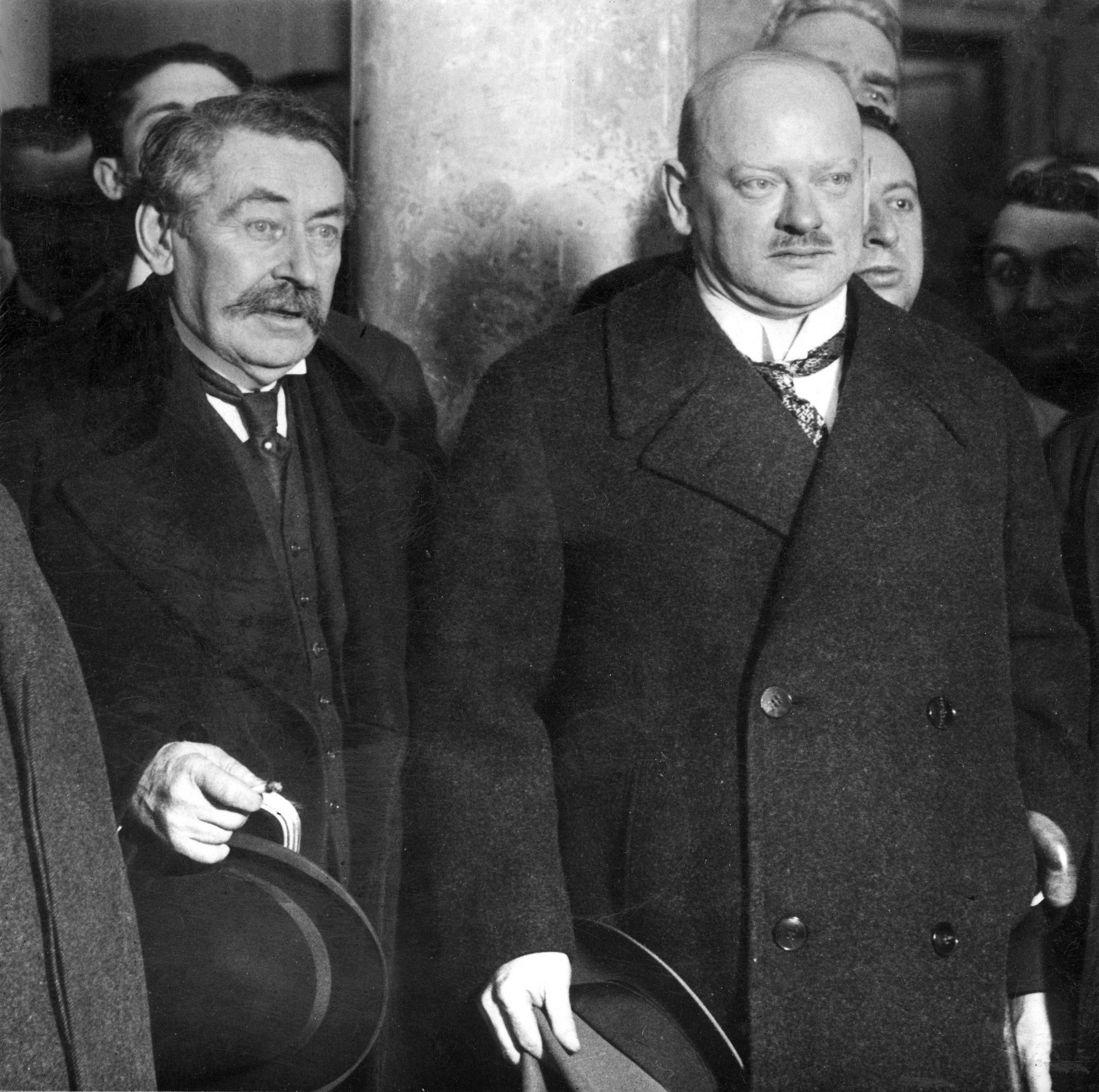
Aristide Briand a Gustav Stresemann
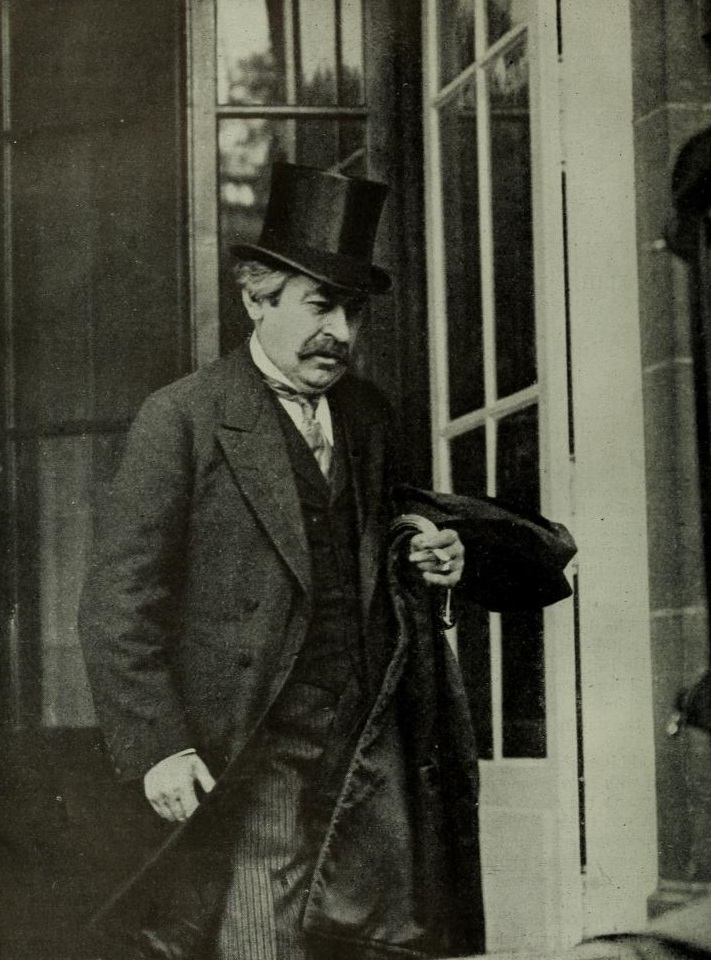
Aristide Briand
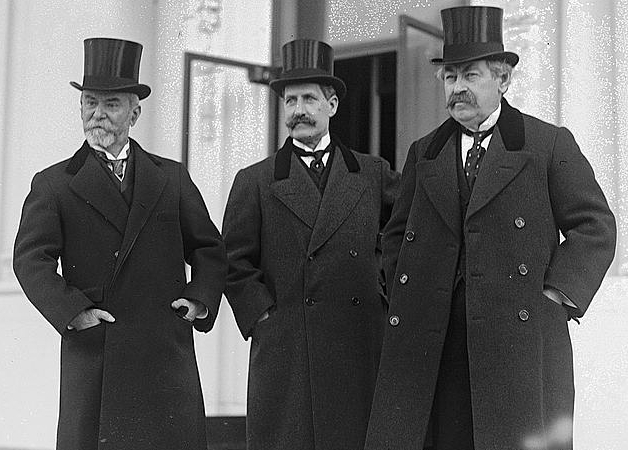
Zleva doprava: Philippe Berthelot, Jean Jules Jusserand a Aristide Briand
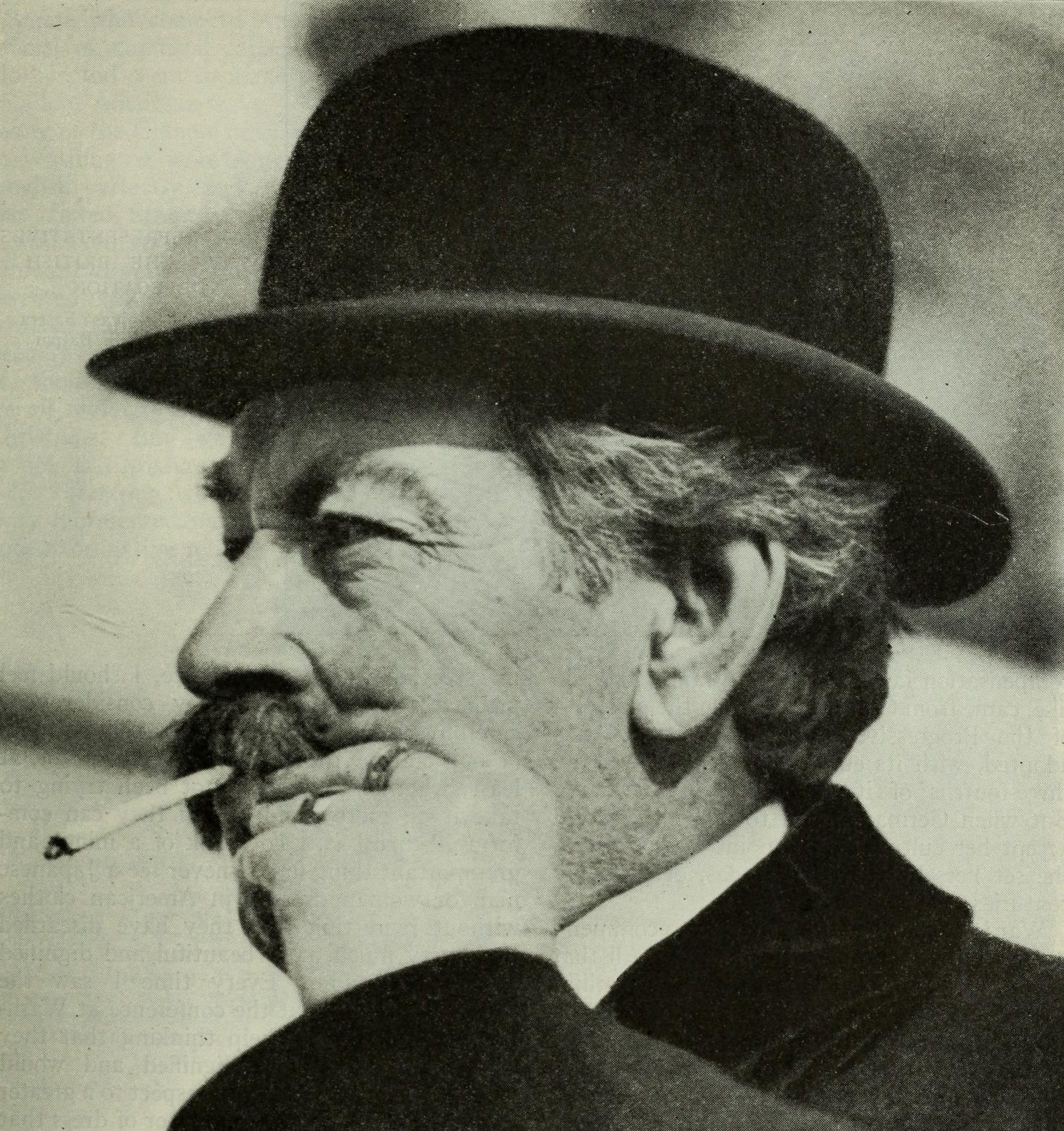
Aristide Briand, bývalý francouzský premiér